# دافيد إيفري
دافيد إلكانا إيفري (مواليد 1934) هو لواء في الجيش الإسرائيلي. كان السفير الإسرائيلي في الولايات المتحدة من عام 2000 إلى عام 2002، والقائد التاسع لسلاح الجو الإسرائيلي|. في عام 1999، تم تعيينه كأول مدير للمجلس الوطني للأمن الإسرائيلي. من عام 2003 إلى عام 2021، شغل منصب نائب رئيس بوينغ الدولية ورئيس بوينغ إسرائيل.

## سيرة ذاتية
ولد ديفيد إيفري في تل أبيب لأبراهام وشوشانا كرويز. في عام 1952، تم تجنيده في القوات الجوية الإسرائيلية للدورة رقم 14، حيث عمل كطيار لطائرة بي-51 موستانج. بعد صفقة الأسلحة التشيكية المصرية، قرر أن يستمر في خدمته في القوات الجوية الإسرائيلية.
في عام 1956، تم إرساله إلى دورة خاصة لتدريب مدربي الطيران في المملكة المتحدة، وأصبح مدربًا في أكاديمية سلاح الجو الإسرائيلية في قاعدة تل نوف الجوية. خلال حملة سيناء، عمل كطيار للطائرة أوراغان. في عام 1957، عُيَّن نائبًا لقائد الفرقة 113. في عام 1959، قام بالقفز من طائرته داسو سوبر ميستير خلال مواجهة مع طائرة ميج-17 مصرية.
في عام 1960 عُيَّن كقائد للواء الأساسي في أكاديمية القوات الجوية الإسرائيلية، وفي عام 1961 كان عضوًا في وفد القوات الجوية الإسرائيلية إلى فرنسا لاستقبال مقاتلات ميراج III الخاصة بالقوات الجوية الإسرائيلية.
في عام 1962، أصبح نائب قائد الفوج الإسرائيلي الأول لمقاتلات داسو ميراج الفرنسية. في عام 1963 عُيَّن كقائد للفوج 109 لمقاتلات ميستير، وفي عام 1964 أصبح قائدًا للفوج 117، أول فوج للطائرات النفاثة في القوات الجوية الإسرائيلية. في عام 1966 أصبح قائدًا لأكاديمية القوات الجوية الإسرائيلية وأول قائد لها بعد الانتقال من قاعدة تل نوف إلى قاعدة حازريم.
في حرب الستة أيام، كان إيفري يعمل كطيار ميراج وقائد لسرب الميستير. في أكتوبر 1968 أصبح رئيسًا للفرقة الجوية 3 وفي عام 1969 تم ترقيته إلى رتبة عقيد. في عام 1970 أصبح قائدًا لقاعدة تل نوف. في عام 1977 تم ترقيته إلى اللواء ومن أكتوبر 1977 حتى ديسمبر 1982، عمل كالقائد التاسع لسلاح الجو الإسرائيلي. أثناء فترة قيادته، تم نقل قواعد سلاح الجو من سيناء إلى النقب، وشاركت سلاح الجو في عملية ليتاني وعملية أوبرا. كان في قيادة عملية الجراد الأرضي 19 في مراحل مبكرة من حرب لبنان عام 1982|.
في عام 1982 غادر الخدمة وأصبح رئيسًا لشركة الصناعات الجوية الإسرائيلية لفترة قصيرة. في عام 1983 عاد إلى الخدمة وأصبح نائب رئيس الأركان العامة ورئيس قسم العمليات في القوات الدفاعية الإسرائيلية. في عام 1985 عُيَّن مرة أخرى كرئيس لشركة الصناعات الجوية الإسرائيلية وخلال الفترة من 1986 إلى 1996 كان المدير العام لوزارة الدفاع. شغل منصب رئيس مجلس الأمن القومي الإسرائيلي بين مارس 1999 ويناير 2000، وتم تعيينه سفيرًا لإسرائيل في الولايات المتحدة خلال الفترة من 2000 إلى 2002.
في 2 سبتمبر 2003، عينت بوينغ إيفري نائباً لرئيس بوينغ الدولية ورئيساً لبوينغ إسرائيل. ومثل المصالح التجارية للشركة وينسق الأنشطة التجارية على مستوى الشركة في إسرائيل. تقاعد في عام 2021 وخلفه عيدو نيهوشتان، الذي شغل أيضا منصب قائد سلاح الجو الإسرائيلي (2008-2012).
إيفري يقيم في رمات هشارون، ومتزوج ولديه 3 أطفال. ابنه، جيل إيفري، كان طيارًا لطائرة إف-16 وتوفي في حادث تدريب في عام 1987.